# Штрих (диакритический знак)
Штрих (◌̵, ◌̶, ◌̷, ◌̸) — диакритический знак, используемый в латинице, кириллице и арабском письме. Может быть горизонтальным или наклонным, реже — вертикальным.

## Использование
Буквы с наклонным штрихом использовались в латышской орфографии до 1921 года; реформой орфографии они были заменены, в основном, на буквы с седилью.
В языке масауа диагональный штрих используется для обозначения редуцированных гласных.
В варианте Американской фонетической транскрипции Кеннета Ли Пайка (1947) горизонтальный штрих используется с символами взрывных согласных для обозначения фрикативных согласных.
В МФА горизонтальный штрих в составе букв ɨ и ʉ обозначает централизацию, хотя для других букв в таком же значении используется умлаут (◌̈).
В азербайджанском алфавите на основе кириллицы (1939—2001, сейчас используется в Дагестане) использовались две буквы с вертикальным штрихом — Ҝ и Ҹ.
Буквы с горизонтальным и диагональным штрихом используются в языке саанич.